# Sclerocactus parviflorus subsp. terrae-canyonae
Sclerocactus parviflorus subsp. terrae-canyonae ist eine gefährdete Unterart der Gattung Sclerocactus parviflorus in der Familie der Kakteengewächse (Cactaceae). Benannt wurde die Unterart nach dem Vorkommen im Canyonland. Englische Trivialnamen sind „Canyonland Cactus“ und „Eagle Claw Cactus“.

## Beschreibung
Sclerocactus parviflorus subsp. terrae-canyonae wächst einzeln kugelig bis länglich. Er wird 8 bis 25 cm lang und 5 bis 15 cm im Durchmesser. Charakteristisch sind die gelben, hellgrünen, glockenförmigen kleinen Blüten. Sie sind 2 bis 3,5 cm lang und breit. Die Blüten erscheinen kranzförmig um den Scheitel. Die Blütezeit ist aufgrund der Höhenlage erst im Juni.

## Verbreitung
Sclerocactus parviflorus subsp. terrae-canyonae wächst in der Great Basin Wüste in Utah in Lavagestein oder rotem Sandboden auf Ebenen oder Hügeln in Höhenlagen von 1600 bis 2100 Metern und ist vergesellschaftet mit Pediocactus simpsonii, Escobaria vivipara var. arizonica, verschiedenen Kakteen- und Yuccaarten.

## Systematik
Die Beschreibung als Sclerocactus parviflorus subsp. terrae-canyonae erfolgte 1994 von Ken Heil & Mark Porter.
Synonyme sind Sclerocactus terrae-canyonae K.D.Heil (1979) und Sclerocactus parviflorus f. terrae-canyonae Hochstätter (1998).

## Bilder
Sclerocactus parviflorus subsp. terrae-canyonae:

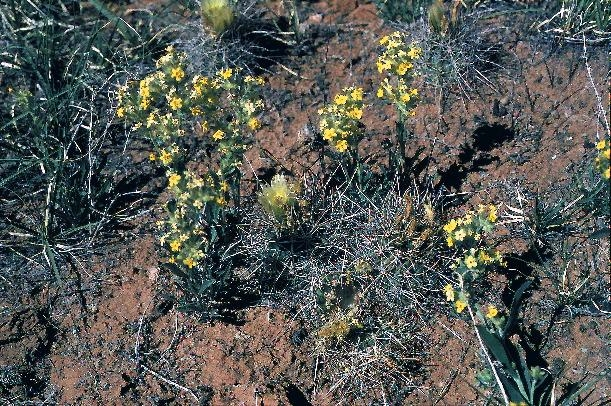
Gut getarnte  blühende Jungpflanze in Utah.
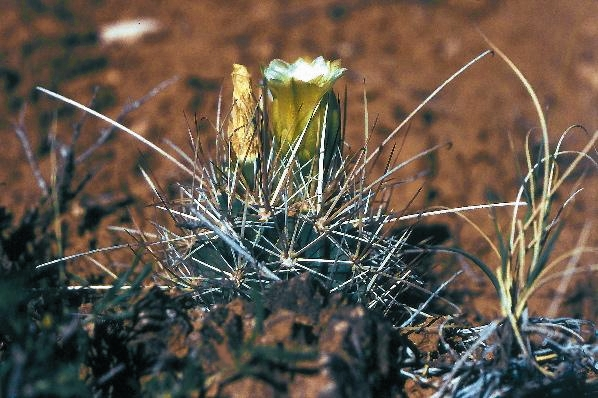
Jungpflanze mit extrem langer Bedornung in Utah.